# Csököly, Somogy
Csököly  este un sat în districtul Kaposvár, județul Somogy, Ungaria, având o populație de 1.097 de locuitori (2011). 

## Demografie
Componența etnică a satului Csököly
     Maghiari (78,5%)
     Romi (19,85%)
     Necunoscut (0,67%)
     Germani (0,97%)
     Alții (0,67%)
Componența confesională a satului Csököly
     Reformați (19,14%)
     Fără religie (4,92%)
     Necunoscută (75,21%)
     Alte religii (0,73%)
Conform recensământului din 2011, satul Csököly avea 1.097 de locuitori. Din punct de vedere etnic, majoritatea locuitorilor (78,5%) erau maghiari, cu o minoritate de romi (19,85%). Apartenența etnică nu este cunoscută în cazul a 0,67% din locuitori. Nu există o religie majoritară, locuitorii fiind reformați (19,14%) și persoane fără religie (4,92%). Pentru 75,21% din locuitori nu este cunoscută apartenența confesională.